# Ryan White
Ryan Kenneth White, född 17 mars 1988, är en kanadensisk professionell ishockeyforward som spelar för Minnesota Wild i National Hockey League (NHL). Han har tidigare spelat på NHL-nivå för Montreal Canadiens, Philadelphia Flyers och Arizona Coyotes och på lägre nivåer för Hamilton Bulldogs i American Hockey League (AHL) och Calgary Hitmen i Western Hockey League (WHL).
White draftades i tredje rundan i 2006 års draft av Montreal Canadiens som 66:e spelare totalt.

## Statistik
| 2003–2004  | Brandon Wheat Kings    | MMHL       | 39  | 21 | 42  | 62  | 90  | 11 | 7  | 7  | 14 | 22 |
| 2004–2005  | Calgary Hitmen         | WHL        | 63  | 9  | 14  | 23  | 95  | 12 | 2  | 1  | 3  | 26 |
| 2005–2006  | Calgary Hitmen         | WHL        | 72  | 20 | 33  | 53  | 121 | 13 | 3  | 4  | 7  | 18 |
| 2006–2007  | Calgary Hitmen         | WHL        | 72  | 34 | 55  | 89  | 97  | 18 | 6  | 8  | 14 | 36 |
| 2007–2008  | Calgary Hitmen         | WHL        | 68  | 28 | 44  | 72  | 98  | 16 | 6  | 11 | 17 | 8  |
| 2008–2009  | Hamilton Bulldogs      | AHL        | 80  | 11 | 18  | 29  | 68  | 6  | 3  | 1  | 4  | 9  |
| 2009–2010  | Montreal Canadiens     | NHL        | 16  | 0  | 2   | 2   | 16  | —  | —  | —  | —  | —  |
|            | Hamilton Bulldogs      | AHL        | 62  | 17 | 17  | 34  | 173 | 19 | 4  | 5  | 9  | 47 |
| 2010–2011  | Montreal Canadiens     | NHL        | 27  | 2  | 3   | 5   | 38  | 7  | 0  | 0  | 0  | 2  |
|            | Hamilton Bulldogs      | AHL        | 33  | 3  | 9   | 12  | 77  | 13 | 2  | 6  | 8  | 37 |
| 2011–2012  | Montreal Canadiens     | NHL        | 20  | 0  | 3   | 3   | 61  | —  | —  | —  | —  | —  |
|            | Hamilton Bulldogs      | AHL        | 4   | 4  | 1   | 5   | 26  | —  | —  | —  | —  | —  |
| 2012–2013  | Montreal Canadiens     | NHL        | 26  | 1  | 0   | 1   | 67  | 3  | 1  | 0  | 1  | 23 |
| 2013–2014  | Montreal Canadiens     | NHL        | 52  | 2  | 4   | 6   | 50  | —  | —  | —  | —  | —  |
| 2014–2015  | Philadelphia Flyers    | NHL        | 34  | 6  | 6   | 12  | 30  | —  | —  | —  | —  | —  |
|            | Lehigh Valley Phantoms | AHL        | 11  | 1  | 2   | 3   | 39  | —  | —  | —  | —  | —  |
| 2015–2016  | Philadelphia Flyers    | NHL        | 73  | 11 | 5   | 16  | 101 | 6  | 1  | 0  | 1  | 28 |
| 2016–2017  | Arizona Coyotes        | NHL        | 46  | 7  | 6   | 13  | 70  | —  | —  | —  | —  | —  |
| NHL totalt | NHL totalt             | NHL totalt | 294 | 29 | 29  | 58  | 433 | 16 | 2  | 0  | 2  | 53 |
| AHL totalt | AHL totalt             | AHL totalt | 190 | 36 | 47  | 83  | 383 | 38 | 9  | 12 | 21 | 93 |
| AHL totalt | AHL totalt             | AHL totalt | 275 | 91 | 146 | 237 | 411 | 59 | 17 | 24 | 41 | 88 |